# ردة سادات (بهمنشير الجنوبي)
ردة سادات (بالفارسية: رده سادات) هي منطقة سكنية تقع في إيران في قسم بهمنشير الجنوبي الريفي. يقدر عدد سكانها بـ 1,633 نسمة .